# Tanystylum paramexicanum
Tanystylum paramexicanum là một loài nhện biển trong họ Ammotheidae. Loài này thuộc chi Tanystylum. Tanystylum paramexicanum được miêu tả khoa học năm 2009 bởi Müller & Krapp.